# エハビ
エハビ（ロシア語: Эхаби）は、ロシアのサハリン州オハ管区にある村である。1947年から2010年まではポショーロクであった。また、オハ管区の区庁所在地のオハより12.5km離れている。

## 概要

### 地名の由来
この村と同名の川によりつけられた。エハビの意味はニヴフ語で「私の目」という意味である。

## 地理
ギリャコ・アブナン川のほとりにある。

## 人口
2021年時点で人口は43人である。